# Glycerol
Glycerol neboli glycerin, systematickým názvem propan-1,2,3-triol, je hygroskopická bezbarvá viskózní kapalina bez zápachu, sladké chuti. Je důležitou organickou sloučeninou, neboť je ve formě svých esterů součástí tuků.

## Fyzikální a chemické vlastnosti
Glycerol je bezbarvá viskózní kapalina bez zápachu, sladké chuti. Jedná se o trojsytný alkohol. Díky přítomnosti hydroxylových skupin je molekula glycerolu polární a proto se neomezeně mísí s vodou a jednoduchými alkoholy (např. methanolem a ethanolem). V nepolárních rozpouštědlech (např. benzín) se nerozpouští. Glycerol je při pokojové teplotě kapalina. Je silně hygroskopický, takže ve vysoké koncentraci dlouho nevydrží, tudíž se vyskytuje víceméně jen jako kapalina s viskozitou 1,48 Pa.s (při 20 °C) s hustotou 1,26 g/cm3. Molární hmotnost je 92,0932 g/mol, index lomu 1,473. Jeho bod tání je 17,8 °C a bod varu 290 °C. Bod tuhnutí závisí na koncentraci:
| Koncentrace [%] | Bod tuhnutí [°C] |
| --------------- | ---------------- |
| 100             | +18              |
| 80              | −16              |
| 50              | −30              |

### Oxidace
Glycerol je trojsytný alkohol. Jeho oxidací vzniká celá řada látek. Šetrnou oxidací jedné primární alkoholické skupiny vzniká jednoduchý monosacharid, aldotrióza glyceraldehyd
2 HO-CH2-CH(OH)-CH2-OH + O2 → 2 HO-CH2-CH(OH)-CHO + 2 H2O.
Naopak oxidací sekundární alkoholické skupiny vzniká jiný monosacharid, ketotriosa dihydroxyaceton
2 HO-CH2-CH(OH)-CH2-OH + O2 → 2 HO-CH2-CO-CH2-OH + 2 H2O.
Plnou oxidací jedné primární alkoholické skupiny dostaneme kyselinu glycerovou
HO-CH2-CH(OH)-CH2-OH + O2 → HO-CH2-CH(OH)-COOH + H2O.
Úplnou oxidací obou primárních alkoholických skupin vzniká kyselina tartronová
HO-CH2-CH(OH)-CH2-OH + 2 O2 → HOOC-CH(OH)-COOH + 2 H2O.
Úplnou oxidací vzniká nejjednodušší ketodikyselina, kyselina mesoxalová
2 HO-CH2-CH(OH)-CH2-OH + 5 O2 → 2 HOOC-CO-COOH + 6 H2O.
Zahříván bez přístupu vzduchu odštěpuje vodu a mění se na nenasycený aldehyd akrolein (propenal)
HO-CH2-CH(OH)-CH2-OH → H2C=CH-CH=O + 2 H2O.

### Nitrace
Působením nitračních činidel (např. směsi koncentrované kyseliny dusičné a kyseliny sírové) na glycerol vzniká trinitrát glycerolu, známější pod názvem nitroglycerin
HO-CH2-CH(OH)-CH2-OH + 3 HNO3 → O2NO-CH2-CH(ONO2)-CH2-ONO2 + 3 H2O,
který je složkou řady výbušnin (např. dynamitu) a střelivin (např. bezdýmého střelného prachu).

## Výroba
Hlavním zdrojem glycerolu byly přírodní tuky. Při výrobě mýdla se působením hydroxidu sodného nebo draselného tuky štěpí na glycerol a směs alkalických solí alifatických kyselin, které jsou podstatou mýdel:
V současné době vzniká velké množství glycerolu jako vedlejší produkt při reesterifikaci řepkového oleje.

## Biochemie
Glycerol vzniká vedle ethanolu v procesu kvašení glukózy z 1,3-dihydroxyacetonu, resp. 1,3-dihydroxyacetonfosfátu, který je běžným produktem štěpení glukózy enzymatickou redukcí redukovanou formou β-nikotinamidadenindinukleotidu (NADH) za přítomnosti glycerolhydrogenasy.

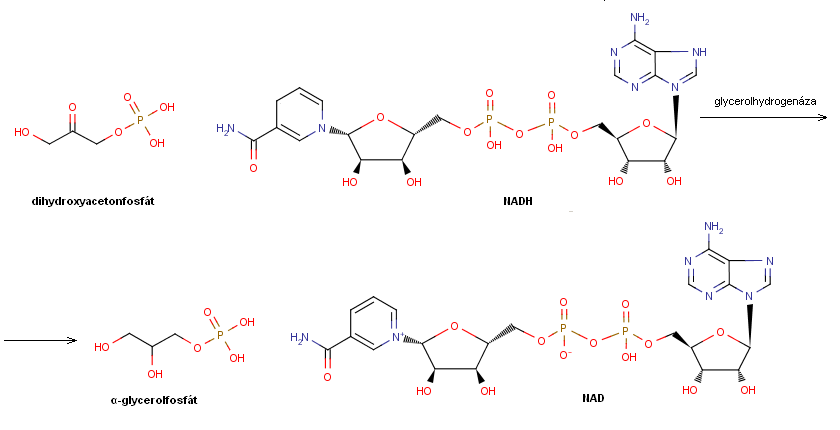
DHAP-AGP

Proto je také vedlejším produktem přípravy ethanolu z glukosy fermentací kvasinkami Saccharomyces cerevisiae. Probíhá-li kvašení glukosy za přítomnosti většího množství siřičitanů, blokuje se částečně redukce acetaldehydu na ethanol a ve výsledné směsi se zvýší obsah glycerolu. Podobně lze produkci glycerolu na úkor ethanolu zvýšit, probíhá-li fermentace v neutrálním nebo slabě zásaditém prostředí.
Mnohem větší produkce glycerolu lze však dosáhnout při použití jiných druhů mikroorganismů, např. Debaryomyces mogii, Saccharomyces rouxii, Saccharomyces mellis, Pichia miso, Pichia farinosa, Torulopsis magnoliae, Zygosaccharomyces acidificiens aj.

## Fyziologické působení
Glycerol je slabě jedovatý. V menších dávkách způsobuje bolesti hlavy, žaludeční potíže a zvracení. Ve větších dávkách může způsobit poškození jater. Nejnižší toxická dávka podaná orálně u člověka činí přibližně LDLo = 1,5 g/kg živé hmotnosti, což znamená, že průměrný člověk by jej musel požít nejméně 90 až 120 g, aby se u něho projevily symptomy otravy. V nízkých koncentracích je prakticky neškodný.
Ve zředěném stavu se používá ke zvlhčování pokožky a sliznic, neboť váže atmosférickou vlhkost a tím ji přenáší do povrchu těla; naopak použití čistého glycerinu je nevhodné, protože z pokožky odčerpává vlhkost a tím ji vysušuje.

## Použití
Glycerol se používá mj. v kosmetických výrobcích, zejména jako přísada v hydratačních krémech a mýdlech, jako zvlhčovadlo v zubních pastách, při výrobě plastických hmot zejména jako změkčovadlo, léčiv, žvýkaček, past, barviv a výbušnin (nitroglycerin). Používá se též při výrobě bezvodého ethanolu pro odstranění příměsi vody. Můžeme ho také nalézt v e-liquidech (náplních) do elektronických cigaret.
Je součástí nemrznoucích směsí, většinou v kombinaci s ethylenglykolem.
V potravinářském průmyslu se užívá jako přísada pro úpravu nápojů a méně kvalitních vín, jako sladidlo např. v šlehačkách v bombičkách, jako změkčovadlo želé a jiných cukrovinek atp. Jako součást potravin má označení E 422.
V lékařství se užívá při léčbě otoku mozku jako přísada infuzí, ke snižování nitroočního tlaku, při zácpách ke změkčení stolice ve formě glycerinových čípků nebo jako součást klystýrů.
Ve spojení s propylenglykolem (nebo i bez něj) se používá jako náplň do elektronických cigaret (tzv. liquid), který dále obsahuje aroma a popř. i nikotin. Poměr VG (Glycerin) a PG (Propylenglykol) určuje dýmovost, chuť a ovliňuje úroveň „kopnutí“ při vdechu páry.

## Původ jména
Název je odvozen od dvou význačných vlastností glycerolu, a to jeho sladké chuti a značné viskozity. Základem jsou řecké slovo γλυκύς, glykys, česky sladký a latinské slovo cera, tj. vosk.